# デイヴィッド・ジンマン
デイヴィッド・ジンマン（David Zinman, 1936年7月9日 ニューヨーク - ）は、アメリカ合衆国の指揮者。

## 人物・来歴
ヴァイオリンの早期教育をオーバリン大学の音楽院で受けた後、音楽理論と作曲をミネソタ大学に学び、タングルウッド音楽センターで指揮活動に着手する。その後1958年から1962年までメイン州でピエール・モントゥーに師事し、1961年から1964年までモントゥーの助手を務めた。1965年から1977年までネーデルラント室内管弦楽団の首席指揮者に、1974年から1985年までロチェスター・フィルハーモニー管弦楽団の音楽監督に、1979年から1982年までロッテルダム・フィルハーモニー管弦楽団の首席指揮者を歴任する。1985年から1998年までボルティモア交響楽団の音楽監督に就任し、シューマンの交響曲集や多くのアメリカ音楽などを含む数々の重要な録音を残すとともに、同楽団を地方のアンサンブルからアメリカ屈指のオーケストラへと育て上げた。米国内外の主要なオーケストラにも客演を続けている。
ジョン・クーリッジ・アダムズ、ボルコム、ダニエルプール、ドガティ、カーニス、カーシュナー、ラウズ、トーキーら米国人作曲家の作品のボルティモア初演に携わった。
1993年、ロンドン・シンフォニエッタを指揮したグレツキの《交響曲 第3番》が全英アルバムチャートで最高6位を記録するなど、CDの国際的なヒットによって指揮者としての名声が広がり、1995年にチューリッヒ・トーンハレ管弦楽団の音楽監督・首席指揮者に迎えられ、翌1996年にはアスペン音楽祭の音楽監督に就任するとともに、ジョンズ・ホプキンス大学からピーボディ賞を授与された。トーンハレ管弦楽団とは、ベートーヴェンの交響曲全集ならびに序曲全集、ミサ・ソレムニスからなる一連の録音を達成する。これらは、ベーレンライター新全集版と古楽奏法を採用したモダン・オーケストラによるシリーズ物として、国際的に高い評価を得る反面、解釈の妥当性をめぐって賛否両論に分かれた。さらにピアノ協奏曲集とヴァイオリン協奏曲の録音を加えた後、マーラーの交響曲全集の録音も行った。また2005年にトーンハレ管弦楽団を率いてBBCプロムスに客演している。2014年にトーンハレ管弦楽団首席指揮者を退任。
現在ジンマンは、ニュージャージー州の自宅とチューリッヒを行き来しながら、トーンハレ管弦楽団を指揮しているほか、ウィーン交響楽団やシカゴ交響楽団、ニューヨーク・フィルハーモニック、ベルリン・フィルハーモニー管弦楽団にも客演している。